# Vincenzo Bracco
Giovanni Vincenzo Bracco (Torrazza, Ligúria, 14 de setembro de 1835 - Jerusalém, 19 de junho de 1889) foi um clérigo católico romano italiano, que serviu como Patriarca Latino de Jerusalém e grão-mestre da Ordem Equestre do Santo Sepulcro de Jerusalém de 1873 até sua morte.

## Biografia
Bracco nasceu em uma família pobre e estudou em Porto Maurizio, precisando andar todos os dias entre as duas localidades. Superadas as dificuldades financeiras, ele pôde ingressar no Seminário de Albenga em 10 de outubro de 1854, para se dedicar aos estudos teológicos. Em junho de 1855, ele entrou no Colégio Brignole Sale de Génova, que acabava de ser fundado, para capacitar estudantes ao trabalho em missões. Foi ordenado em 18 de junho de 1859, em Gênova, e permaneceu no Colégio como padre estudante.
Recomendado por outro padre, colega de Bracco no Brignole Sale, Monsenhor Valerga, Patriarca Latino de Jerusalém, escreveu no final daquele ano ao Prefeito da Sagrada Congregação de Propaganda Fide, pedindo que o jovem missionário fosse servir na Terra Santa. Bracco chegou a Jafa em 23 de maio de 1860 e três dias depois em Jerusalém. O jovem padre trabalhou como professor de filosofia no seminário, e em outubro de 1862, tornou-se seu reitor; também ajudou na fundação do orfanato de Belém.
A pedido do Patriarca, em 2 de março de 1866, Bracco foi nomeado bispo auxiliar de Jerusalém, com a sé titular de Magydus. Recebeu a ordenação episcopal em 13 de maio seguinte, na igreja do Santo Sepulcro, pelo Patriarca Giuseppe Valerga; os principais co-consagradores foram Guglielmo Massaia, OFM Cap., Vigário Apostólico de Galla, e Melchiorre Nazarian, Arcebispo de Mardin dos Armênios.
Mons. Bracco, agora Bispo Auxiliar, torna-se também Vigário Geral e continua a sua tarefa de Reitor do Seminário. Ele preparou, em nome do Patriarca, um Regulamento para o Clero da diocese patriarcal de Jerusalém.
Após a morte de Valerga, o Papa Pio IX nomeou Mons. Bracco, em 21 de março de 1873, como Patriarca de Jerusalém; ele tinha 38 anos. Durante seu governo episcopal, ele estabeleceu 11 missões, incluindo quatro na Palestina e sete na Jordânia, e introduziu 12 congregações religiosas masculinas e femininas no Patriarcado. Era um escritor de conteúdo de catequese e colaborou com a tradução da Bíblia para o árabe.
Sendo também o Grão-Mestre da Ordem Equestre do Santo Sepulcro de Jerusalém, Patriarca Bracco admitiu mais de mil cavaleiros na ordem e abriu a filiação a senhoras, chegando a 100 mulheres no ano de sua morte. A ordem também se espalhou a novas áreas da Europa e América.
Monsenhor Bracco faleceu em 19 de junho de 1889, devido a uma pneumonia, após dezesseis anos à frente do Patriarcado Latino. Ele foi enterrado na co-catedral patriarcal, em frente ao Patriarca Valerga.

## Sucessão apostólica
Mons. Bracco foi o consagrador principal de Arcebispo Gaudenzio Bonfigli, OFM Obs. (1881) e principal co-consagrador de Arcebispo Nicolás Castells, OFM Cap. (1866) e Bispo Zaccaria Fanciulli, OFM Cap. (1872).